# Eduard Sehmer
Eduard Sehmer (* 23. Mai 1874 in Saarbrücken; † 1945 ebenda) war ein deutscher Maschinenbauingenieur, Fabrikant und  Gutsbesitzer.

## Leben

### Herkunft und Familie
Eduard Sehmer war der Sohn des Kaufmanns und Firmengründers Theodor Sehmer und dessen Ehefrau Marie Schües (1852–1907) und wuchs mit seinen Brüdern Paul Theodor (1875–1885) und Theodor (1885–1979) auf, die später ebenso im elterlichen Unternehmen tätig waren. Seine Schwester Auguste Marie Elisabeth (* 1880) starb fünfjährig.
Er war verheiratet mit Clara Wunn. Aus der Ehe ging die Tochter Ilse Hildegard (* 1907, ⚭ 1929 Freiherr Ernst Robert von Mahs (* 1894)) hervor.

### Unternehmerisches Wirken
Nach dem Abitur am Gymnasium Saarbrücken besuchte er die Technische Fachschule in Aachen und absolvierte ein Studium an der Technischen Hochschule Karlsruhe. Im September 1898 trat er in das väterliche Unternehmen  Maschinenfabrik Ehrhardt & Sehmer AG in Saarbrücken ein und leitete die Betriebswerkstätten zur Herstellung von Kompressoren. 1907 wurde er Vorstandsmitglied und übernahm die kaufmännische Leitung des Betriebes. 1917 wurde die Firma in eine Aktiengesellschaft umgewandelt und musste im Jahr darauf kriegsbedingt 51 % der Aktien an die französische Elsässische Maschinenbau-Gesellschaft Grafenstaden abgeben. Damit war die Aktienmehrheit verloren. Das Saarland stand seinerzeit unter dem Mandat des Völkerbundes und gehörte zum französischen Wirtschaftsraum.
1919 trat Sehmer in den Aufsichtsrat ein und blieb bis 1926 in dieser Funktion, als er wieder in den Vorstand zurückkehrte.
Ende der 1920er Jahre geriet das Unternehmen wegen starker Kursschwankungen des Francs in eine finanzielle Schieflage. So kaufte er  1929 Anlagen und Gebäude der Maschinenfabrik Ehrhardt & Sehmer AG ohne Übernahme der Verbindlichkeiten und gründete die Maschinenbau-AG vormals Ehrhardt & Sehner und rettete das Unternehmen. Es war mit der Herstellung von Groß-Gasmaschinen, Hochofen- und Stahlwerksgebläsen, Kolben- und Kreiselpumpen, Dampfmaschinen, Warm- und Kaltwalzwerken und Blechbearbeitungsmaschinen beschäftigt. 1941 waren in dem Unternehmen 1221 Personen beschäftigt.
Im selben Jahr wurde Sehmer Aufsichtsratsvorsitzender und Mehrheitsbesitzer der Dampfziegelei Schanzenberg AG in Saarbrücken.
Er war Mitglied im Verein Deutscher Ingenieure (VDI) und im Pfalz-Saarbrücker Bezirksverein des VDI, denen er 1899 beitrat.

### Sonstiges
Sehmer erwarb das Gut Rodenhof im Saarbrücker Stadtteil Rodenhof und versuchte, das beliebte Ausflugslokal  „Historischer Rodenhof“ durch An- und Umbauten aufzuwerten. 1926 wurde eine Kegelbahn errichtet.

## Publikationen
- Economy and Design of modern Reversing Rolling-Mill Steam Engines, in: Journal of the Iron and Steel Institute, 1910, Nr. 1 (zusammen mit Rudolf Drawe)